# Monlet

Monlet este o comună în departamentul Haute-Loire, Franța. În 2009 avea o populație de 422 de locuitori.